# نهر رقط
نهر رقط در شوشتر، آبی است که از داریون جدا شده و به گرگر می‌ریزد. در مسیر این نهر، بند خاک، پل بند لشکر و بند شرابدار قرار دارد. این نهر باستانی علاوه بر انتقال آب برای کشاورزی، به عنوان بخشی از خندق شهر شوشتر به شمار می‌آید.